# Tmux
tmux is ein Open Source Terminalmultiplexer für Unixoide Betriebssysteme. Die Software erlaubt es, mehrere Terminal-Sitzungen gleichzeitig aus einem einzigen Terminalfenster heraus zu bedienen. Damit ist es möglich, mehrere Kommandozeilen-Programme gleichzeitig in einer Sitzung im Vordergrund laufen zu lassen. Ebenfalls kann mit tmux Prozesse vom übergeordneten Terminal zu trennen („detach“), und somit auch Remote Sessions aufrechtzuerhalten, auch wenn sie nicht mehr sichtbar sind. Sie können später wieder in den Vordergrund geholt werden („attach“).

## Merkmale
tmux setzt die meisten Funktionen von GNU Screen um. Es erlaubt dem Benutzer, Terminal-Sitzungen zu starten, deren Clients nicht an eine spezifisches physikalisches oder virtuelles Terminal gebunden sind. So innerhalb einer einzigen Terminal-Sitzung mehrere Sitzungen gestartet und danach beliebig von einem virtuellen Terminal auf ein anderes verschoben werden, wobei jede Sitzung mehrere verbundene Clients besitzen kann.
Einige bemerkenswerte Funktionen von tmux sind:
- Menüs für das interaktive Auswählen von laufenden Sitzungen, Fenstern oder Clients
- Ein Fenster kann mit einer beliebigen Anzahl von Sitzungen verknüpft werden[5]
- vi-like or Emacs-ähnlicher Befehlsmodus (mit Autovervollständigung) zur Verwaltung von tmux[6]
- Unterstützung für vertikale und horizontale Fensteraufteilung

tmux bietet keine integrierte Unterstützung für Serielle Schnittstellen und Telnet. Es verwendet außerdem andere Tastenkombinationen und ist daher kein Drop-In Ersatz für Screen. Allerdings ist tmux vollständig konfigurierbar und kann daher auch mit zu Screen kompatiblen Keybindings umkonfiguriert werden.

## Verfügbarkeit
tmux ist Bestandteil des OpenBSD Basissystems, und ist als Softwarepaket über die Paketverwaltung mehrerer anderer unixoider Betriebssysteme installierbar.